# Вардарец
Вардарец (на гръцки: Βαρδάρης, Вардарис, на македонска литературна норма: Вардарец) е хладен и сух северозападен вятър, който прониква на юг по долините на реките в Солунското поле. Възниква при пробив на студен въздух. Вардарецът е предимно зимен вятър със средна скорост около 6 метра в секунда. Духа от река Вардар към Бяло море. Има характеристиките на мистрала. Предизвиква застудявания.
Честотата му е около 40-50 дни в годината, a в около 10 дни в годината е бурен и интензивността му надхвърля 8 по скалата на Бофорт. В ранните часове на 3 декември 2012 година поривите на вятъра са засечени да достигат 11 по скалата на Бофорт. Вардарецът има положителни и отрицателни последици за региона. С умерена интензивност οхлажда високите температури и горещите вълни. Прави сияйна и чиста атмосферата, с отлична видимост. Почиства атмосферата на Солун от микрочастиците и премахва примеси. Когато духа вардарецът в Солун, почти едновременно в Сярското поле духа друг вятър, рупелският, който следва долината на Струма и достига до Струмския залив. Скоростта е подобна на тази на вардареца. Поради сухотата в районите, където ветровете духат, и в съчетание с ниските температури, могат да нанесат щети на реколтата.